# Hiperboris

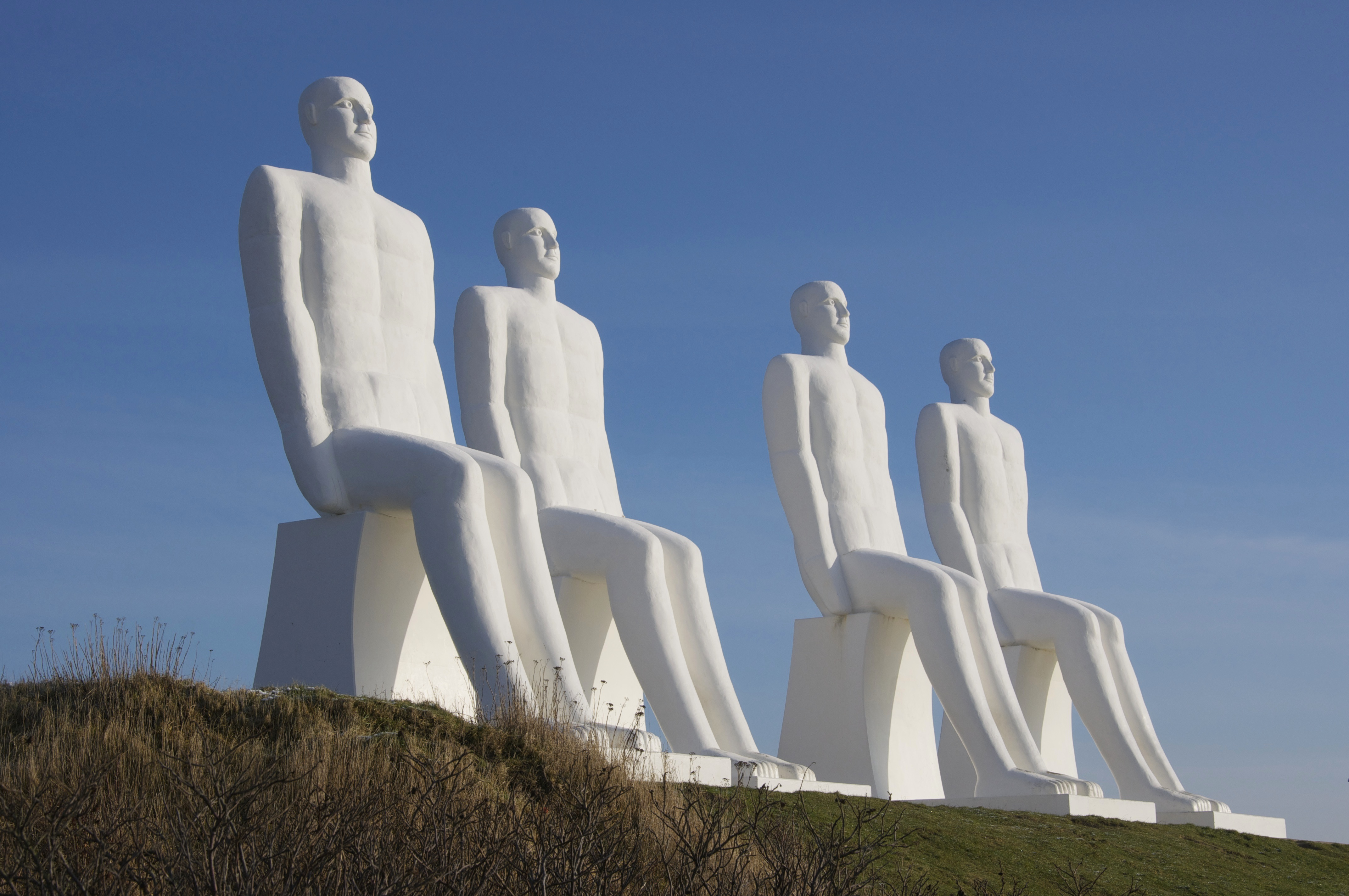
Els hiperboris, misteriosos habitants del nord, de gran alçada

Els hiperboris (grec antic: Ὑπερβόρεοι, llatí: Hyperborei) foren una ètnia llegendària que vivia als confins del nord de la terra. El seu nom indica que habitaven més enllà del Bòreas, el vent del nord; és a dir, passades les fonts de l'Istre. Segons el mite, el Bòreas bufava de dins una caverna guardada pels hiperboris per enviar-lo als pobles més al sud; al seu país, anomenat Hiperbòria, mai sentien fred, ni hi corria el vent del nord, de manera que era un oasi climàtic amb una atmosfera de calma i serenitat.

## Llegendes
Es deia que els hiberboris veneraven el déu Apol·lo, ja que passava l'hivern amb ells. Li enviaven estranys regals embolicats amb palla al seu temple de Delos. Els regals passaven primer per l'oracle de Dodona i després anaven passant de tribu en tribu fins a arribar a Delos. Els hiperboris tenien un sacerdot dedicat a Apol·lo, que es deia Abaris i era famós per les seves habilitats de sanador i vident.

Segons una llegenda, Teseu, rei d'Atenes, va anar a visitar els hiperboris. Píndar va narrar una altra llegenda, la que tracta sobre Perseu i el seu enfrontament amb Medusa, però traslladant el tradicional lloc de l'encontre de Líbia a la Hiperbòria, cosa que va disgustar els editors d'Alexandria.

L'explorador Píteas deia haver arribat a Tule (potser Grenlàndia), on li van explicar llegendes meravelloses dels hiperboris. Aquella gent tenia una vida molt llarga, plena de felicitat. Hecateu d'Abdera va fer una compilació de totes les històries que circulaven sobre els hiperboris i en va publicar un tractat que no ha arribat als nostres dies, però del qual coneixem l'existència per haver-lo citat Diodor de Sicília. Allà el sol sortia i es ponia només un cop a l'any.
Teopomp va explicar en les seves Filípiques que un poble de soldats procedents d'una altra illa (que alguns han identificat com l'Atlàntida) havien planejat atacar Hiperbòria, però finalment van desistir perquè els habitants de Meropis es van adonar que els hiperboris eren massa forts per a combatre'ls. Aquesta història, que alguns interpreten com una sàtira, s'ha conservat gràcies a Claudi Elià.
Apol·loni de Rodes va escriure que els argonautes en el seu viatge a Erídan van assetjar els hiperboris.
Segons una altra llegenda, el sàtir Silè va ser trobat adormit als jardins del rei Mides, el qual li va demanar que l'entretinguès amb cançons i poesies. Llavors, va contar una rondalla sobre els hipeboris. Deia que van ser els primers humans que havien visitat els grecs procedents d'un continent més enllà de l'oceà que, espantats pel que es van trobar, se'n van anar al seu país i no van tornar més.

## Aparença física
En una llegenda narrada per Claudi Elià, es diu que els seus governants eren uns éssers d'uns tres metres d'alçada, descendents dels fills que van tenir Boreas, el sacerdot d'Apol·lo, i la nimfa de la neu Chione (o Khione), els quals havien fundat la primera monarquia a la Hiperbòria. Diodor de Sicília també va explicar la mateixa història sobre la dinastia que governava els hiperboris.
Eli Herodià va escriure segles més tard que els mítics arimaspis eren idèntics en aspecte als hiperboris, Esteve de Bizanci va fer la mateixa descripció al segle VI i Cal·límac de Cirene va afegir que els arimaspis tenien els cabells rossos, però existeix una controvèrsia sobre si els arimaspis i els hiperboris eren el mateix poble.

## La teoria celta
Alguns autors de l'antiguitat van identificar els hiperboris amb les tribus celtes: Antímac de Claros (poeta del segle V aC), Heraclides Pòntic (filòsof del s. IV aC), Hecateu d'Abdera (historiador del s. IV aC), Apol·loni de Rodes (poeta del s. III aC), Posidoni (historiador del s. I aC) i Protarc (escriptor de comèdies del s. I). Els grecs havien entrat en contacte, per motius comercials, amb tribus celtes procedents de més enllà dels Alps. En sentir els relats explicats pels forasters, van arribar a identificar les muntanyes de les quals parlaven (els Alps) amb les mítiques muntanyes Ripheaus de les llegendes gregues sobre la Hiperbòria.
Hi ha autors moderns que han defensat aquesta teoria, com John G. Bennett, que va dir que tots els pobles celtes europeus procedeixen de terres més al nord, l'antiga Hiperbòria. També l'etnòleg austríac Karl Penka es va basar en aquestes idees per escriure el seu tractat Els orígens dels aris, el 1883.
En la mateixa línia, un grup d'estudiosos, amb el suport del Tercer Reich d'Adolf Hitler, van crear l'Ahnenerbe, una societat per recollir informació sobre aquest possible origen de l'ètnia ària i altres temes relacionats, com ara les ciutats subterrànies.

## Abaris
Algunes llegendes parlen d'un hiperbori famós per la seva habilitat com a sanador, de nom Abaris. El primer a escriure sobre ell va ser Heròdot. Plató el tenia per un metge procedent del nord, mentre que Estrabó va dir que era escita.

## Interpretacions modernes
Algunes parts de les llegendes sobre la Hiperbòria tenen explicació amb els coneixements actuals. Per exemple, als territoris al voltant del cercle polar àrtic, des de la primavera fins a la tardor, el sol pot estar visible les 24 hores i a la part més extrema el sol se pon només una vegada a l'any, per tant els conceptes de dia i any canvien respecte del que estaven acostumats els antics grecs i d'aquí vindria la creença que els hiperboris vivien milers d'anys.
D'altra banda, Heròdot situava els hiperboris més enllà dels massàgetes i els issedons, tots dos pobles de l'Àsia central; per tant, el territori dels hiperboris podria coincidir amb Sibèria. La llegenda d'Hèracles deia que havia anat a caçar la cérvola de Cerinea a la Hiperbòria. Com que els rens és l'única espècie de cérvol les femelles dels quals porten banyes, això suggeriria una regió àrtica o subàrtica. Segons J. D. P. Bolton, els issedons van habitar al sud-oest del massís de l'Altai. Basat en tota aquesta informació, el professor Carl A. P. Ruck ha llançat la hipòtesi que els hiperboris fossin xinesos del nord de Xinjiang.
L'ambre és un material que va ser comercialitzat a Grècia procedent d'algun lloc cap al nord. Com que de vegades es troben insectes atrapats en l'ambre i els insectes són propis de climes càlids, d'aquí devia sorgir la llegenda que a la terra dels hiperboris no feia fred.

## En la literatura moderna
Un grup d'escriptors es van trobar a Roma per estudiar les ruïnes del passat i van decidir fundar el 1824 l'Hyperboreisch-römische Gesellschaft (Societat romana dels hiperboris). Entre ells estava Friedrich Nietzsche, que va reivindicar en el llibre L'Anticrist la seva condició d'hiperbori, més enllà dels límits coneguts, en contraposició al pensament homogeni de l'època en qüestions morals i filosòfiques.
Al llarg de tots els temps, els novel·listes i dramaturgs han fet esment del mite dels hiperboris. Un dels més destacats es dona en l'obra de James Joyce, Ulisses, quan un dels protagonistes de l'obra fa esment de la seva condició hiperbòria, en equiparar-se moralment al seu amic, que no es va agenollar i va resar per la seva mare en el seu llit de mort.